# Церковь Александра Невского (Благодарный)
Церковь святого Александра Невского в городе Благодарном Ставропольского края — приходская церковь Благодарненского благочиннического округа Георгиевской епархии Русской православной церкви.
Престольный день: 12 сентября и 14 октября.

## Историческая справка
Церковь во имя Святого благоверного князя Александра Невского в городе Благодарном была построена в 1894 году в память 25-летия царствования Государя императора Александра II. Строительство храма обошлось обществу в 57 000 рублей.
Церковь отличалась богатым внутренним убранством, вызолоченным иконостасом в пять рядов с более чем 60 иконами, многочисленными резными вызолоченными киотами, где находились иконы письма иконописцев из Ставрополя и Москвы. Звонница храма имела несколько колоколов.
Притч состоял из священника, диакона и псаломщика. Священник жил в церковном доме. Прихожан числилось около 3 000 человек. Церковно-приходская школа располагалась в церковной сторожке.
В период коллективизации храм использовался большевиками под зернохранилище. Вновь был открыт в годы Великой Отечественной войны.
В храме два престольных праздника. 12 сентября – день Перенесения мощей святого благоверного князя Александра Невского, небесного покровителя храма и 14 октября – день Покрова Пресвятой Владычицы нашей Богородицы и Приснодевы Марии.
При храме открыт и действует центр помощи бездомным.

## Клир
Протоиерей Тимофей Гриценко (настоятель).

## Адрес
356420, Ставропольский край, город Благодарный, Московская улица, 243. Телефон: (86549) 2-12-48.